# Casa del Lleó
Casa del Lleó és una obra de Calafell (Baix Penedès) protegida com a Bé Cultural d'Interès Local.

## Descripció
Es tracta d'un edifici de planta rectangular constituït per planta baixa i una planta alta que no ocupa la totalitat de la superfície. Aquesta planta és situada a la part central, de manera que permet l'existència d'un terrat tant a la part anterior com a la posterior de l'immoble. Disposa de tres façanes i és envoltat per un pati amb tanca. La porta d'accés és al costat dret i a l'esquerra hi ha un finestral apaïsat. A la part central de l'ampit del terrat hi ha el relleu d'un lleó de pedra artificial. Exteriorment, a l'altura dels sostres hi ha un voladís de poc cantell que envolta el perímetre de l'edifici. Les façanes, baranes i fusteries són pintades de color blanc.
El sistema constructiu és de tipus tradicional amb murs de càrrega de maó massís i sostres unidireccionals.